# Kontinuita (socha)
Kontinuita, nazývaná také Nekonečná spirála, je exteriérová měděná plastika v části Podlesí města Havířov v okrese Karviná. Geograficky se také nachází v Horním Slezsku v nížině Ostravská pánev v Moravskoslezském kraji.

## Historie a popis díla
Konstruktivistická abstraktní plastika Kontinuita byla vytvořena českým akademickým sochařem Konrádem Babrajem (1921–1991) v letech 1967–1968, a to ve spolupráci s architektem Milanem Hartlem (* 1930). Dílo představuje propletenec/uzel. Z vědeckého pohledu teorie uzlů je to tzv. matematický uzel, tj. uzel jehož počáteční i koncová část jsou spojeny. Pevné spojení zmíněných konců symbolicky představuje kontinuitu, spojitost a nekonečno. Vlastníkem plastiky je město Havířov. Dílo vytvořené technikou svařování měděných plechů bylo původně součástí fontány, která později zanikla. Plastika je signována textem „Konrad Babraj 1968“ a znakem Ústředí uměleckých řemesel. V roce 2009 až 2010 byla provedena rekonstrukce a renovace díla.

## Galerie

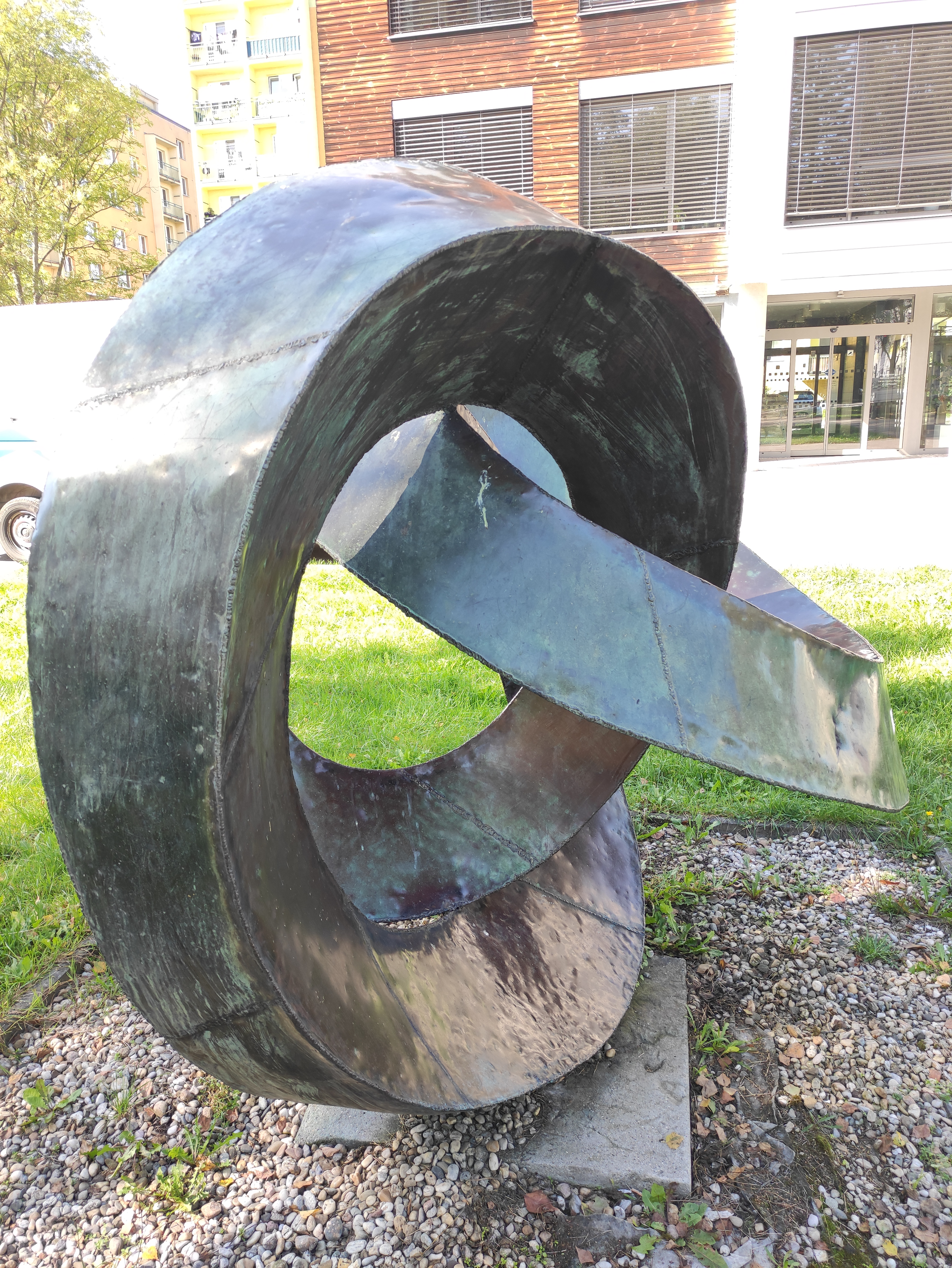

## Další informace
Dílo je celoročně volně přístupné.